# 대항항 (부산)
대항항(大項港)은 부산광역시 강서구 가덕도동, 가덕도 섬에 있는 어항이다. 지방어항으로 지정하여 관리하고 있다. 시설관리자는 부산광역시 강서구청장이다.

## 어항구역
본 항의 어항구역은 다음과 같다.
- 월분서 돌출부와 대한 동북측 새바지 서쪽 돌출부를 연결한 선내수역

## 가덕도대항숭어들이 축제
전국에서 유일하게 전승되고 있는 160년 전통의 재래식 어로법인 '육수장망 숭어들이' 시연이 가덕도 앞바다에서 펼쳐진 가운데 제8회 가덕도대항숭어들이 축제가 부산 강서구 가덕도 대항항에서 2011년 4월 29일부터 이틀간 개최되었다.

## 해양 레저
대항항의 다음 해역에서 해양레저 활동을 하고자 하는 경우에는 구명 설비 등 안전에 필요한 장비를 갖추고 사전에 창원해양경찰서장의 허가를 받아야 한다.
- 근거법령 : 해양안전법 제34조의3, 같은법 시행령 제10조
- 고시구역 : 다음 각호의 기점을 순차적으로 연결한 선안의 해역

1. 북위35-01.00, 동경 128-49.33
2. 북위35-00.56, 동경 128-49.21